# Joel Griffiths
Joel Michael Griffiths (* 21. August 1979 in Sydney) ist ein ehemaliger australischer Fußballspieler. Griffiths spielte im Laufe seiner Profikarriere bereits für Klubs in der Schweiz, England, Japan und China und kam, wie seine beiden Brüder Adam und Ryan, für die australische Nationalelf zum Einsatz.

## Vereinskarriere

### Karrierebeginn in Australien (bis 2003)
Griffiths spielte im Erwachsenenbereich ab 1997 zunächst für die Reservemannschaft von Sydney United in der New South Wales Premier League und rückte zur Saison 1998/99 in die 1. Mannschaft auf. Auf Anhieb etablierte er sich im Team und kam regelmäßig an der Seite des gleichaltrigen Mile Sterjovski zu Einsätzen in der National Soccer League. Nach Platz 1 in der regulären Saison gelang in den Play-offs der Einzug ins Meisterschaftsfinale. Bei der dortigen 2:3-Niederlage gegen South Melbourne kam Griffiths als Einwechselspieler nur knapp 30 Minuten zum Einsatz.
In der Sommerpause 1999 wechselte er mit fast der gesamten Mannschaft zum neu gegründeten und ebenfalls in Sydney ansässigen Ligakonkurrenten Parramatta Power, bei dem er mit elf Saisontreffern gemeinsam mit Sterjovski erfolgreichster Torschütze seines Teams war, den Einzug in die Play-offs als Tabellenelfter aber deutlich verpasste. Nachdem 2000/01 erneut die Play-offs verpasst worden waren und Griffiths es nur auf enttäuschende vier Saisontore gebracht hatte, wechselte er innerhalb der Liga zu Newcastle United. Griffiths, der in den beiden folgenden Spielzeiten bester Torjäger seiner Mannschaft war, zog mit dem Team zweimal in die Endrunde ein, verfehlte aber jeweils das Meisterschaftsfinale. Im Sommer 2003 entschloss er sich zu einem Wechsel nach Europa und unterschrieb einen Vertrag beim Schweizer Erstligaklub Neuchâtel Xamax.

### Durchwachsene Jahre in Europa (2003–2006)
Seine Zeit bei Xamax verlief durchwachsen. Während der Klub durch seinen 3. Platz der Vorsaison im UEFA-Pokal 2003/04 startberechtigt war und dort in der ersten Runde am französischen Klub AJ Auxerre scheiterte, entging man in der Meisterschaft in den Barrage-Spielen gegen den FC Vaduz nur knapp dem Abstieg in die Challenge League. In der Folgesaison konnte sich die Mannschaft im Mittelfeld halten und schaffte die Qualifikation für den UI-Cup 2005, in dem Griffiths beim 9:1-Gesamtsieg gegen den armenischen Vertreter Ararat Eriwan drei Treffer erzielte, bevor mit der AS St. Etienne erneut ein französischer Klub für das Ausscheiden sorgte. In Australien als Stürmer eingesetzt, kam er in der Schweiz meist im rechten Mittelfeld zum Einsatz, was sich auch spürbar auf seine Torquote auswirkte. Bis zu seinem Abgang im Januar 2006, als sich der Verein erneut im Abstiegskampf befand, hatte er in 72 Ligaspielen lediglich vier Treffer erzielt.
Nachdem noch im Sommer 2005 ein Wechsel von Griffiths zu Leicester City an der Ablöseforderung Neuchâtels gescheitert war, geriet auch sein Wechsel zum klangvollen englischen Zweitligisten Leeds United zur Transferposse, da Neuchâtel trotz Transferabschlusses die internationale Freigabe verweigerte. Leeds bekam erst nach einer Klage beim Weltverband FIFA die Spielfreigabe für Griffiths, der einen Vertrag über 18 Monate unterzeichnete. Unter Leeds-Trainer Kevin Blackwell, dem Griffiths später mangelndes Vertrauen in seine Fähigkeiten vorwarf, kam der Stürmer nur zu zwei Kurzeinsätzen und löste seinen Vertrag bereits nach einem halben Jahr wieder auf.

### Rückkehr und Gastspiele in Asien (seit 2006)
Er kehrte nach Australien zu Newcastle zurück, die mittlerweile als Newcastle United Jets in der 2005 geschaffenen A-League, Nachfolgeliga der 2004 eingestellten National Soccer League, spielten. Unter Trainer Gary van Egmond fand er allmählich zu alter Stärke zurück und erreichte mit dem Team in der Saison 2006/07 die Play-offs. Dort setzte man sich zunächst im Minor semi-final gegen den Sydney FC durch, scheiterte dann aber im Preliminary final im Elfmeterschießen an Adelaide United.
Nach dem Abgang des Offensivtrios Nick Carle, Milton Rodríguez und Vaughan Coveny wurden den Jets nur geringe Chancen in der Meisterschaftssaison 2007/08 eingeräumt, doch insbesondere durch Griffiths überragende Offensivleistungen, der von van Egmond zum Schlüsselspieler aufgebaut wurde, gelang dem Team um Jade North, Matt Thompson und Zwillingsbruder Adam Griffiths der Einzug in die Play-offs. Dort unterlag man zunächst den Central Coast Mariners im Major semi-final, schaffte nach einem 3:2-Erfolg über Queensland Roar aber noch den Einzug ins Finale und konnte dort durch einen 1:0-Erfolg über die Mariners den ersten Meistertitel der Klubgeschichte erringen. Joel Griffiths war bereits zuvor von den Spielern der A-League zum besten Akteur der Saison gewählt und daher mit der Johnny Warren Medal ausgezeichnet worden, mit zwölf Saisontoren wurde er zudem Torschützenkönig. Dabei wäre Griffiths’ Saison bereits im Oktober 2007 beinahe beendet gewesen, als er einem Linienrichter nach einem verweigerten Freistoß einen Schlag in die Leistengegend versetzte. Überraschenderweise erhielt er dafür von Schiedsrichter Matthew Breeze nur die gelbe Karte und entging dadurch einer mehrmonatigen Sperre.
Nach dem Meistertitel ließ er sich für einige Monate an den japanischen Klub Avispa Fukuoka verleihen, bevor er zur Saisonvorbereitung im Juni 2008 zu den Jets zurückkehrte. Die Saison 2008/09 verlief für den amtierenden Meister enttäuschend und endete auf dem letzten Tabellenplatz. Griffiths war dabei mit sieben Saisontreffern noch bester Torjäger seines Teams und ließ sich nach Saisonende erneut nach Asien verleihen, Ziel war dieses Mal der chinesische Klub Beijing Guoan, bei dem auch sein Bruder Ryan leihweise unter Vertrag stand. Anders als noch bei der Leihe zu Avispa, blieb er über die gesamte Saison beim chinesischen Hauptstadtklub und sollte erst im Januar 2010 zu den Jets zurückkehren.
Sein Debüt für Beijing gab er gegen seinen Stammklub Newcastle am 1. Spieltag in der AFC Champions League 2009. Den beiden Griffiths-Brüdern gelangen im Saisonverlauf je acht Ligatreffer und verhalfen Guoan damit zur ersten Meisterschaft in der Vereinsgeschichte. Joel fiel dabei neben seinen sportlichen Leistungen auch durch Unsportlichkeiten auf. Bereits in der Frühphase der Saison wurde er wegen eines Ellenbogenschlags gegen einen Gegenspieler für fünf Partien gesperrt, drei Spieltage vor Ende der Spielzeit folgte eine Sperre für sieben Partien, nachdem er nach einem späten Ausgleichstreffer seines Teams gegen den Meisterschaftskonkurrenten Henan den Heimfans beidhändig den Mittelfinger zeigte.
Im Januar 2013 wechselte er wieder nach Australien, zum FC Sydney. Bereits Mitte 2013 ging er erneut nach China, diesmal zu Qingdao Jonoon. Nach einer Saison kehrte er wieder zurück in die australische Heimat und spielt nun abermals für die Newcastle Jets.
Von 2015 bis zu seinem Karriereende spielte er in Neuseeland für die Wellington Phoenix.

### Trainerkarriere
Im Jahr 2021 wagte Griffiths den Schritt ins Trainergeschäft und wurde als Cheftrainer von Newcastle Olympic FC in der National Premier League Northern NSW verpflichtet.

## Nationalmannschaft
Ihre Leistungen bei Sydney United brachten Griffiths und Sterjovski eine Nominierung in das australische U-20-Aufgebot für die Junioren-WM 1999 in Nigeria ein, nachdem beide während der Qualifikation noch nicht berücksichtigt wurden. Bei der WM-Endrunde kam Griffiths in allen drei Vorrundenpartien als Einwechselspieler zum Einsatz, blieb aber ohne eigenen Treffer und konnte das vorzeitige Ausscheiden des australischen Teams nicht verhindern.
2005 debütierte Griffiths unter Nationaltrainer Guus Hiddink in der australischen A-Nationalmannschaft. In einem Freundschaftsspiel in London gegen die Auswahl Jamaikas kam er nach 70 Minuten für Archie Thompson auf den Platz. In der 85. Minute erzielte er den Treffer zum 5:0-Endstand und feierte anschließend seinen Treffer, indem er ein hüpfendes Känguru nachahmte. Zu seinem zweiten Einsatz kam er im August 2006 unter Hiddinks Nachfolger Graham Arnold in einem Qualifikationsspiel für die Asienmeisterschaft 2007 gegen Kuwait. Seinen dritten und bislang letzten Länderspieleinsatz hatte er im Mai 2008 in einem Freundschaftsspiel gegen Ghana.

## Erfolge
auf Vereinsebene:
- Australischer Meister: 2007/08
- Chinesischer Meister: 2009
- Australischer Vizemeister: 1998/99

Individuell:
- A-League-Torschützenkönig: 2007/08
- Johnny Warren Medal: 2008